# Karolina Domańska-Ksyt
Karolina Domańska-Ksyt (31 mei 1985) is een Poolse langebaanschaatsster. Ze nam in 2011, voor het eerst, deel aan het Europees kampioenschap allround. In de uitslag was ze op een 16e plaats terug te vinden, dit was net niet genoeg om zich te plaatsen voor het Wereldkampioenschap allround.
Ook nam ze vier keer mee aan de Wereldkampioenschappen voor junioren, haar beste prestatie was de 24e plaats in het eindklassement in 2003. Domańska-Ksyt deed tweemaal mee aan het Wereldkampioenschap afstanden, ze reed hier alleen de ploegenachtervolging waarop ze 6e en 7e werd met haar land. Verder heeft ze acht nationale titels op haar naam staan, ook heeft ze dertien zilveren en vierentwintig bronzen medailles op Poolse kampioenschappen bemachtigd.

## Persoonlijke records
| Afstand    | Tijd    | Datum            | Baan    |
| ---------- | ------- | ---------------- | ------- |
| 500 meter  | 40,50   | 16 november 2007 | Calgary |
| 1000 meter | 1.18,75 | 18 november 2007 | Calgary |
| 1500 meter | 2.03,74 | 28 oktober 2007  | Calgary |
| 3000 meter | 4.17,79 | 16 november 2007 | Calgary |
| 5000 meter | 7.29,58 | 1 december 2007  | Kolomna |

## Resultaten
| Jaar | EK allround          | WK afstanden     | Wereldbeker                                             | WK junioren                           |
| ---- | -------------------- | ---------------- | ------------------------------------------------------- | ------------------------------------- |
| 2001 |                      |                  |                                                         | NC35 (40, 27, 35, -)                  |
| 2002 |                      |                  |                                                         | NC28 (27, 23, 29, -) 6e achtervolging |
| 2003 |                      |                  |                                                         | 24e (29, 25, 18, 18)                  |
| 2004 |                      |                  | 00p 1500m 00p 3k/5k                                     | NC35 (35, 31, 26, -)                  |
| 2005 |                      |                  | 00p 1500m 00p 3k/5k                                     |                                       |
| 2006 |                      |                  |                                                         |                                       |
| 2007 |                      | 7e achtervolging | 00p 1000m 54e 3k/5k 6e achtervolging                    |                                       |
| 2008 |                      | 6e achtervolging | 00p 500m 00p 1000m 00p 1500m 58e 3k/5k 5e achtervolging |                                       |
| 2009 |                      |                  |                                                         |                                       |
| 2010 |                      |                  |                                                         |                                       |
| 2011 | NC16 (13, 20, 15, -) |                  | 00p 3k/5k 6e achtervolging                              |                                       |
| 2012 |                      |                  | 00p 3k/5k 9e massastart 4e achtervolging                |                                       |
| 2013 |                      |                  | 18e massastart                                          |                                       |

- = geen deelname
NC# = niet gekwalificeerd voor de laatste afstand, maar wel als # geklasseerd in de eindrangschikking
(#, #, #, #) = afstandspositie op allroundtoernooi (500m, 3000m, 1500m, 5000m) of op juniorentoernooi (500m, 1500m, 1000m, 3000m).